# 2896 Preiss
2896 Preiss è un asteroide della fascia principale. Scoperto nel 1931, presenta un'orbita caratterizzata da un semiasse maggiore pari a 2,2203324 UA e da un'eccentricità di 0,1872137, inclinata di 5,99753° rispetto all'eclittica.